# Camponotus simoni
Camponotus simoni är en myrart som beskrevs av Carlo Emery 1893. Camponotus simoni ingår i släktet hästmyror, och familjen myror. Inga underarter finns listade.